# Buddhizmus Franciaországban

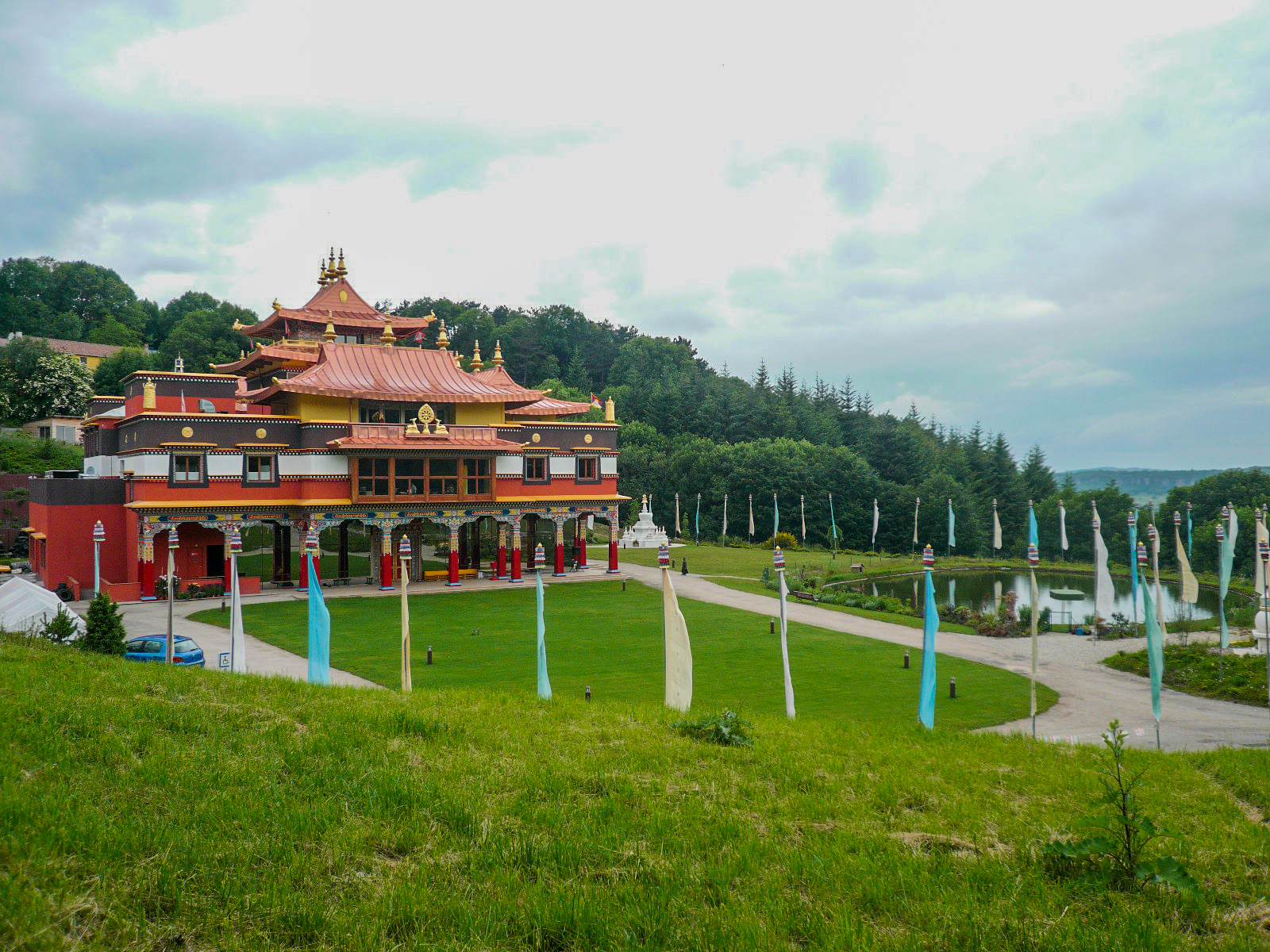
Lerab Ling, Montpellier, Languedoc-Roussillon.

A buddhizmus Franciaországban a negyedik legnagyobb vallás a kereszténység, az iszlám és a zsidó vallás után.
Franciaországban több mint kétszáz buddhista meditációs központ található, köztük mintegy húsz nagyobb méretű, vidéki elvonulási központ. A buddhista lakosság zömét a kínai, a vietnámi és a koreai bevándorlók adják, valamint kis számban francia nemzetiségűek, akik áttértek az ázsiai vallásra vagy szimpatizálnak vele. Az elmúlt években az országban élő buddhisták növekvő száma gyakori témát jelentett a francia médiában és tudományos életben.

## Demográfia
Az 1990-es évek elején a Francia Buddhista Unió (UBF, 1986-ban alapítva) becslése szerint mintegy 600000 – 650000 buddhista élt Franciaországban, akik közül hozzávetőleg 150000-en váltottak más vallásból. 1999-ben Frédéric Lenoir szociológus becslése szerint 10000 volt az áttérők száma és mintegy 5 millió a szimpatizánsok száma, jóllehet más kutatók kétségbe vonták ezeket az adatokat.

## Története
Alexandra David-Néel volt az egyik legfontosabb korai francia buddhista. 1924-ben ellátogatott a külföldiek számára még tiltottnak számító tibeti Lhásza városába és több mint harminc könyvet írt a buddhizmusról és az utazásairól. 1911-ben elutazott Indiába, ahol tovább tanulmányozta a buddhizmust. Meghívást kapott a szikkhimi királyi kolostorba, ahol találkozott Maharadzs Kumar (herceg) tulkuval és rövidesen a bizalmasává és spirituális húgává vált (Ruth Middleton szerint), vagy akár a szeretőjévé (Foster & Foster). A következő évben kétszer is találkozott a 13. dalai lámával és lehetősége volt kérdéseket feltenni a buddhizmussal kapcsolatban— ami precedens értékűnek számított abban a korban, főleg egy nő számára.
Az 1960-as és 70-es években különböző hagyományokhoz tartozó buddhista tanítók látogattak el először Franciaországba.

## Zen buddhista közösségek
Taiszen Desimaru zen buddhista több zendót alapított Franciaországban. Thich Nhat Hanh vietnámi születésű zen buddhista, akit Martin Luther King Nobel-békedíjra jelölt, megalapította 1969-ben az Egyesített Buddhista Egyházat (Eglise Bouddhique Unifiée), amelynek a Dordogne megyei „Szilva falu” lett a központja.

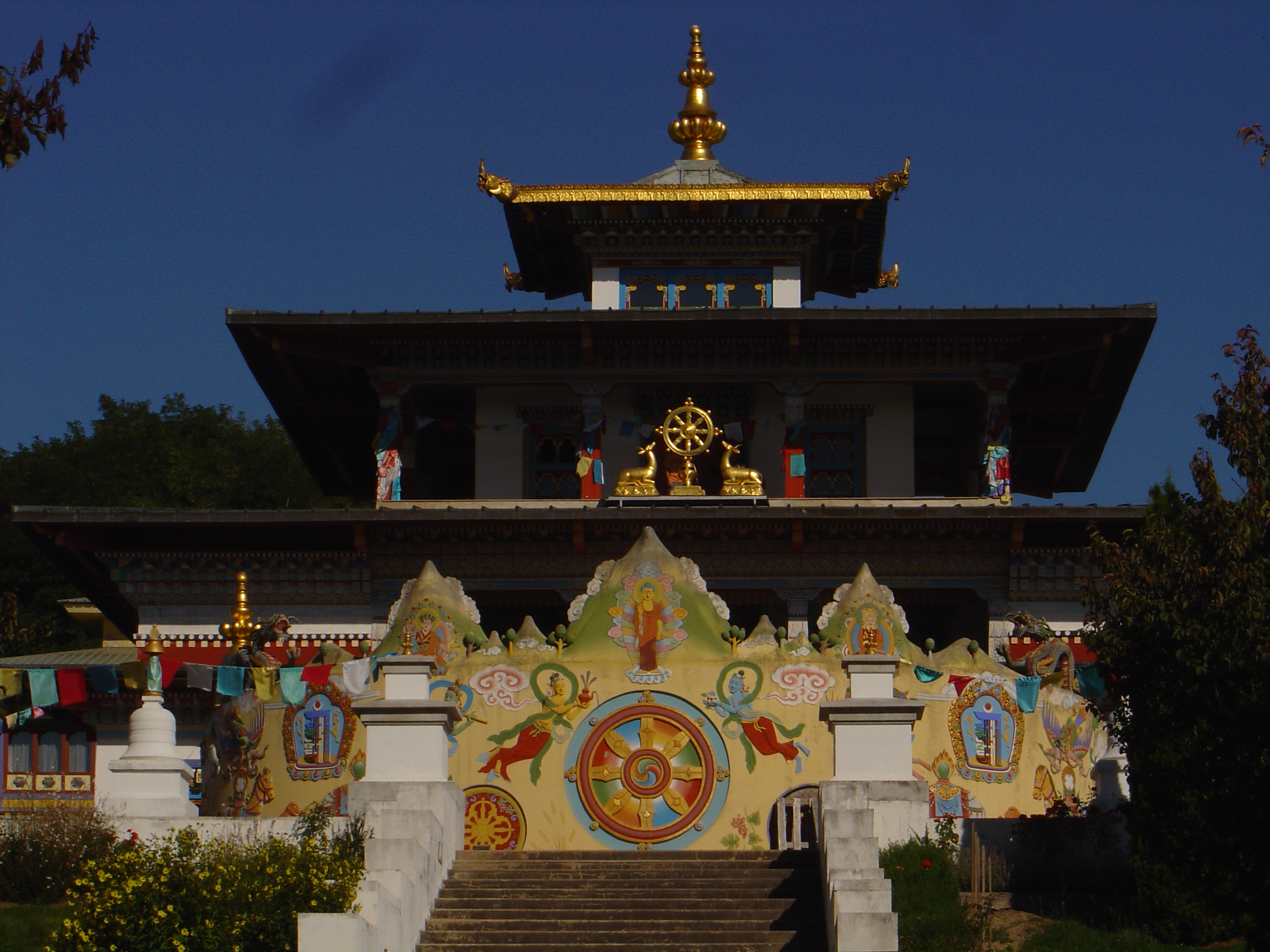
A burgundiai Ezer buddha templom

## Tibeti buddhista közösségek
Az 1990-es évek végére a becslések szerint több mint 140 tibeti buddhista központ létezett Franciaországban. Az ország legelső tibeti buddhista közösségét 1970-ben alapították first Tibetan Buddhist communities in France were established in the early 1970s. Franciaország legmagasabb rangú iskolavezetője, H.E. Phendé Khencsen, 1973-ban alapította meg az E Wam Phendé Ling templomot, amely a szakra iskola ngor aliskolájához tartozik. A franciaországi buddhizmus növekedésének nagy lökést adott a karmapa 1973-as és a dalai láma 1974-es látogatása, akik a tibeti buddhizmus leghatalmasabb lámái közé tartoznak. 1975-ben Duddzsom rinpocse és Dilgo Khjence rinpocse, magas rangú lámák ellátogattak a Dordogne megyei központba, ahol Pema Vangyal rinpocse segítségével elvonulási központokat avattak fel.
Kalu rinpocse vezette az első, hagyományos hároméves elvonulást nyugati emberek számára 1976-ban. A kagyü hagyományvonalban ezért láma rangot adnak a gyakorlatot sikeresen végzők számára. A becslések szerint a franciaországi kolostorok és központok 60%-a a kagyü vonalhoz tartozik.
Létezik mintegy húsz elvonulási központ, amelyek a különböző iskolákat képviselik az ország területén, illetve a nagyobb városokban is találhatók tibeti buddhista mesterek által támogatott központok.
A nagyobb központok a következők:
- Chanteloube (Szongcen), Dordogne megye (alapította: Dilgo Khjence rinpocse)
- Dashang Kagyu Ling (Ezer buddha temploma), Bourgogne (alapította: Kalu rinpocse)
- Dechen Chöling, Limousin (alapította: Sakyong Mipham rinpocse)
- Dhagpo Dargye Ling in Archignac (alapította: Shamar rinpocse)
- Dhagpo Dedrol Ling, Plazac (alapította: Gendun rinpocse)
- Dhagpo Kundreul Ling, Auvergne (alapította: Gendun rinpocse)
- Dhagpo Kagyu Ling, Dordogne megye (alapította: Gendun rinpocse)
- Karma Mingyour Ling, Isère (Montchardon) (alapította: Jean-Pierre Schnetzler és Kalu rinpocse, Lama Teunszang spirituális útmutatása mellett)
- Drukpa Plouray Pel Drukpay Csöcok, Bretagne Brittany (alapította: Gyalwang Drukpa
- Karma Kagyu Tendar Ling, Dordogne megye (alapította: Karmapa Orgyen Trinli Dordzse)
- E Vam Phendé Ling, Normandia (alapította: H.E. Phende Kenchen)
- Karma Ling, Szavolya (alapította: Kalu rinpocse)
- Vadzsra Jógini intézet, Tarn megyében (Lavaur)
- Lerab Ling, Languedoc-Roussillon (alapította: Sogyal rinpocse)
- Nálanda Buddhista kolostor (Lavaur, Tarn körzet), alapította: Jese láma and Zopa rinpocse
- Ogyen Kunzang Csöling in Alpes-de-Haute-Provence (alapította: Robert Spatz)
- Orgyen Szamje Csöling (Laugeral), Dordogne megye (alapította: Duddzsom rinpocse)
- Secsen Tennyi Dargyeling, Dordogne megye (alapította: Dilgo Khjence rinpocse)

A jelenkori leghíresebb francia származású tibeti buddhista szerzetese Matthieu Ricard, Dilgo Khjence rinpocse tanítványa, aki Jean-François Revel neves filozófus fia. A 14. dalai láma mellett rendszeresen részt szokott venni a Tudat és Élet konferenciákon, a buddhizmus és a modern tudományok közötti dialógusokon.

## Média
A "Buddhizmus bölcsessége" című heti televízió programot mintegy 250 ezer kíséri figyelemmel a Francia Buddhista Unió szerint.